# Nimbacinus dicksoni
Thylacine de Dickson
Espèce
Nimbacinus dicksoni, communément appelé le Thylacine de Dickson, est une espèce éteinte de marsupiaux carnivores de la famille des Thylacinidae, cousin préhistorique du récemment disparu Thylacine. Il vivait il y a environ 23 à 16 millions d'années au Miocène inférieur.

## Description
Le Thylacine de Dickson mesurait environ 50 cm de longueur. C'était un prédateur qui mangeait probablement des oiseaux, des petits mammifères et des reptiles. Comme le Thylacine moderne, on pense qu'il ne courait pas très vite et qu'il utilisait plus son endurance que sa vitesse pour capturer ses proies.
Des fossiles parfaitement conservés ont été découverts en Australie à Riversleigh, dans le Nord-Ouest du Queensland et à Bullock Creek, dans le Territoire du Nord.

## Publication originale
- J. Muirhead et M. Archer, « Nimbacinus dicksoni, a plesiomorphic thylacine (Marsupialia: Thylacinidae) from Tertiary deposits of Queensland and the Northern Territory », Memoirs of the Queensland Museum, Brisbane, Queensland Museum (d), vol. 28,‎ 1990, p. 203-221 (ISSN 0079-8835 et 2204-1478, OCLC 1362342, 985513980 et 606437228, lire en ligne).